# Coelioxys puncticollis
Coelioxys puncticollis är en biart som beskrevs av Heinrich Friese 1921. Coelioxys puncticollis ingår i släktet kägelbin, och familjen buksamlarbin. Inga underarter finns listade i Catalogue of Life.